# Хурган-Нуур
Ху́рган-Нуур (монг. Хурган нуур) — пресноводное озеро в сомоне Цэнгэл аймака Баян-Улгий в Монголии. Расположено на высоте 2072,7 метра над уровнем моря. Площадь поверхности озера составляет 71 км², средняя глубина 8 метров при максимальной, равной 28. Объём воды — 0,5366 км³.
В озере берёт начало река Ховд.

## Впадающие реки
Хурган-Нуур соединено с соседним озером Хотон-Нуур протокой Сыргаал. Также в него впадают реки Их-Тургэний-Гол, Отогтийн-Гол, Сумдайрагийн-Гол, Бага-Тургэний-Гол и Шара-Булаг.

## Острова
В акватории имеется несколько островов, крупнейший из которых — Хулбайн.

## Флора и фауна
В Хурган-Нууре обитает 67 видов планктонных водорослей, большинство из которых составляют диатомеи (38 видов) и зелёные водоросли (19 видов). Преобладающие виды в тёплое время года — Tabellaria fenestrata, Campylodiscus hispidus, Cymatopleura elliptica, Surirella robusta, Scenedesmus quadricauda, Pediastrum boryanum, Dinobryon sociale, Ceratium hirundinella и Peridinium, зимой планктонная флора крайне бедна.
Зоопланктон представлен в основном веслоногими ракообразными, биомасса зоопланктона составляет 0,339 г/м³.
Ихтиофауна представлена монгольским хариусом, алтайским османом, и двумя видами усатых гольцов — бугорчатым и острорылым.